# Sonata para piano n.º 11 (Beethoven)

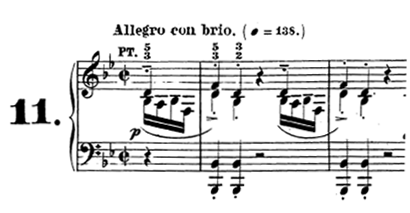
Allegro com brio: Primeiro movimento.

A sonata Op. 22 traz mais uma vez indícios dos métodos de composição que Beethoven iria desenvolver mais tarde. No primeiro movimento, na forma tradicional da sonata-forma, Beethoven utiliza de notas de passagem em semicolcheias ao longo do movimento.
A melodia do tema principal é formada por uma simples terça menor (Ré, Fá, Ré), o que disfarça o motivo principal - o acompanhamento de semicolcheias. Esse acompanhamento aparece ao longo do movimento e é uma forma de unificar as seções da música. Outra característica dessa sonata é a simplicidade dos seus temas. Beethoven não elabora melodias misteriosas, ou cheias de acidentes, ao contrário. Os temas caem perfeitamente dentro da escala, e na coda da Exposição, Beethoven escreve com todas as notas uma escala de fá maior em oitavas para concluir a seção, não sem antes apresentar o acompanhamento de semicolcheias. O desenvolvimento, como não podia deixar de ser, começa com o motivo do acompanhamento, e depois volta a escala em oitavas. Ao começar o desenvolvimento com resquícios da coda, Beethoven opta por enaltecer a continuidade de música, ao invés de iniciar uma seção completamente diferente da anterior - Mais uma de suas características presente em obras futuras. Nesse desenvolvimento, com mudulações constantes, Beethoven cria varias "sequências", ao estilo barroco, onde a textura permanece a mesma, mas algumas notas são modificadas. Os desenvolvimentos dos seus concertos para piano e orquestra possuem a mesma característica. A recapitulação cai na forma tradicional, sem maiores revoluções.

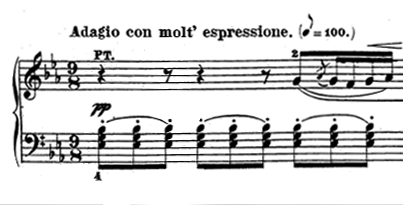
Adagio con molt' espressione: Segundo movimento.

O segundo movimento, Adágio é sustentado pelas constantes colcheias no acompanhamento. O compasso composto (9/… ) ajuda a criar essa pulsação fixa, imutável. A melodia então se desenvolve sobre as variações harmônicas desse acompanhamento. Aqui, como em outros movimentos lentos, a melodia soa improvisada com passagens cromáticas e muitas modulações.

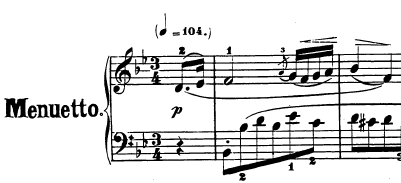
Menuetto: Terceiro movimento.

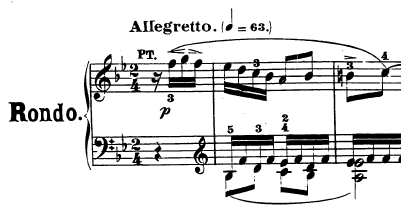
Rondo (Allegretto): quarto movimento.

O minueto tem duas partes distintas, a primeira com uma melodia simples, e a segunda com uma textura que se assemelha a um trinado. O Minore é um exercício para a mão esquerda, onde as semicolcheias dançam sem parar, quase que como um estudo.
O Rondó final obedece a regra Beethoveniana - dificil tecnicamente e com um tema cativante. Destaque especial para duas pequenas passagens onde Beethoven arpeja um acorde, nos mesmos moldes da Appassionata mais tarde. As variações temáticas do tema do Rondó são muito interessantes. Beethoven varia o ritmo, acrescenta notas de passagem, oitavas e pausas em cada passagem do tema, criando variedade e demonstrando sua enorme capacidade em manipular temas.
| Sonata para Piano No. 11            |                              |
|                                     |                              |
| Composições de Ludwig van Beethoven |                              |
| Apelido:                            | Nenhum                       |
| Forma:                              | Sonata para piano            |
| Tonalidade - Compasso:              | Si bemol maior - 2/2         |
| Movimentos                          | 4                            |
| Data da composição:                 | 1800                         |
| Número da composição:               | Op. 22                       |
| Andamentos                          |                              |
| Primeiro Movimento                  | Allegro com brio             |
| Segundo Movimento                   | Adagio com molt' espressione |
| Terceiro Movimento                  | Menuetto                     |
| Quarto Movimento                    | Rondo (Allegretto)           |